# Bodie Island Lifesaving and Coast Guard Station
Ne doit pas être confondu avec Bodie Island Light Station.
La Bodie Island Lifesaving and Coast Guard Station est une ancienne station de l'United States Coast Guard située sur Bodie Island, dans le comté de Dare, en Caroline du Nord. Protégée au sein du Cape Hatteras National Seashore, elle est inscrite au Registre national des lieux historiques depuis le 9 février 1979.